# Ron Kauk
Ron Kauk, né le 23 septembre 1957 à Redwood City, Californie (États-Unis), est un grimpeur professionnel américain. C'est un des pionniers de l'escalade et un des résidents du Camp 4 dans le Parc national de Yosemite.

## Biographie
Ron Kauk découvre le Parc national de Yosemite à l'âge de 12 ans, lors de vacances familiales. Deux ans plus tard, il part pour une randonnée de 20 jours organisée par son école dans les sierras, et se prend d'amour pour la nature et l'escalade. En 1972, il retourne au Yosemite pour suivre un cours d'escalade.

## Ascensions notables
- Astroman (7a/5.11c) - Vallée de Yosemite,  États-Unis - 1975
- Separate Reality (7a+/5.12a) - Vallée de Yosemite,  États-Unis - 1978

## Filmographie
- (en) Masters of Stone I, de Eric  Perlman, 1990, VHS [présentation en ligne]
- (en) Masters of Stone II : Hard Rock, de Eric  Perlman, 1993, VHS [présentation en ligne]
- (en) Masters of Stone III : Third Stone from the Sun, de Eric  Perlman, 1994, VHS [présentation en ligne]
- (en) Masters of Stone IV : Pure Force, de Eric  Perlman, 17 novembre 1997, VHS [présentation en ligne]